# Orel šedohlavý
Orel šedohlavý (Haliaeetus ichthyaetus) je statný druh orla z rodu Haliaeetus, který se vyskytuje na pomalou tekoucích nebo stojatých vodních tocích v jižní a jihovýchodní Asii. Staví si mohutná hnízda vysoko v korunách stromů, živí se hlavně rybami.

## Systematika
Druh popsal americký přírodovědec Thomas Horsfield v roce 1821 jako Falco ichthyaetus. Jedná se o monotypický taxon, který netvoří žádné poddruhy.

## Popis
Samice dosahuje výšky 66–77 cm a rozpětí křídel 140–175 cm. Délka ocasu se pohybuje kolem 23–28 cm. Samec je asi o čtvrtinu menší. Samec váží kolem 1,6 kg, samice 2,3–2,7 kg. Jedná se o středně velkého, statně působícího orla. Oči jsou žluté, ozobí tmavě šedé, nohy bělavé. Dospělci mají převážně hnědé opeření. Hlava a krk jsou šedé a tato barva na spodní straně v oblasti hrudi přechází do rezavohnědé. Břicho a stehna jsou bílé. Ocas je bílý, na konci s širokým tmavým příčným pruhem. Nedospělí jedinci jsou mnohem bleději zbarvení a jejich hlava, krk a hruď jsou výrazně podélně proužkované rezavohnědě bílými barvami.

## Výskyt a populace

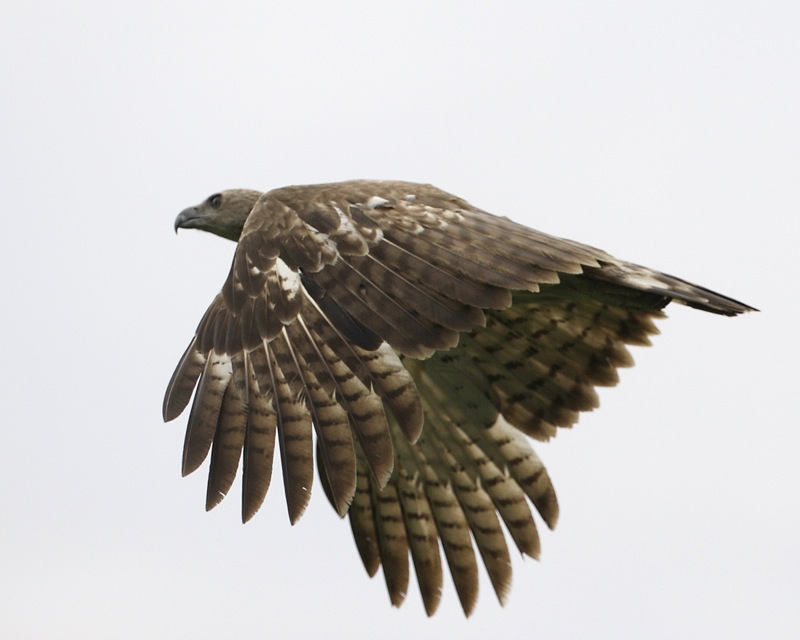
Orel šedohlavý v letu (Indie)

Vyskytuje se v jižní a jihovýchodní Asii. Konkrétně na severovýchodě Indie (spíše vzácněji i v jejích dalších částech), v Nepálu, na Šrí Lance, v Bangladéši, Myanmaru, na Filipínách, v Thajsku, Laosu, Vietnamu, Kambodži, Malajsii, Singapuru, Bruneji a Indonésii (Sumatra, Borneo, vzácně Jáva aj.). I přes geograficky rozsáhlý areál výskytu tento druh není nijak běžný a na řadě míst se vyskytuje spíše neobvykle až vzácně. Celková populace se hrubě a velmi opatrně odhaduje v širokém rozptylu 10 tisíc až maximálně 100 tisíc dospělců.
Výskyt druhu je silně spojován s klidnými vodními plochami, jako jsou pomalu tekoucí řeky a potoky, jezera, přehrady, občas i mořské laguny nebo mangrovní mokřady. Důležitá je pro orla šedohlavého přítomnost stromů vhodných k hnízdění. Typicky se vyskytuje na nížinatých stanovištích, avšak může vystoupit až do 1525 m n. m.

## Biologie
Orel šedohlavý se vokálně projevuje hlavně v noci, avšak pouze v době hnízdění. Nejčastěji se ozývá hlasitým dalekosáhlým řinčivým voláním, někdy vydává i vysoce položené óó-uok připomínající sovu nebo hlasité klokotavé zvuky.

### Hnízdění
K zahnízdění dochází typicky někdy mezi říjnem a červnem, konkrétní doba závisí na lokaci (např. na Šrí Lance od prosince do března, v Indii od listopadu do ledna). Staví si velmi rozlehlé hnízdo z větví, které dosahuje až 1,5 m v průměru a může být hluboké až 2 m. Bývá využíváno opakovaně a typicky umístěno vysoko v koruně stromu, který může být součástí lesa nebo samostatně stojící. V každém případě vždy hnízdí v blízkosti vody. Samice klade nejčastěji 2 (rozsah 2–4) vejce. Inkubují oba partneři po dobu 28–30 dní, ptáčata dosahují vzletnosti kolem věku 70 dní.

### Potrava

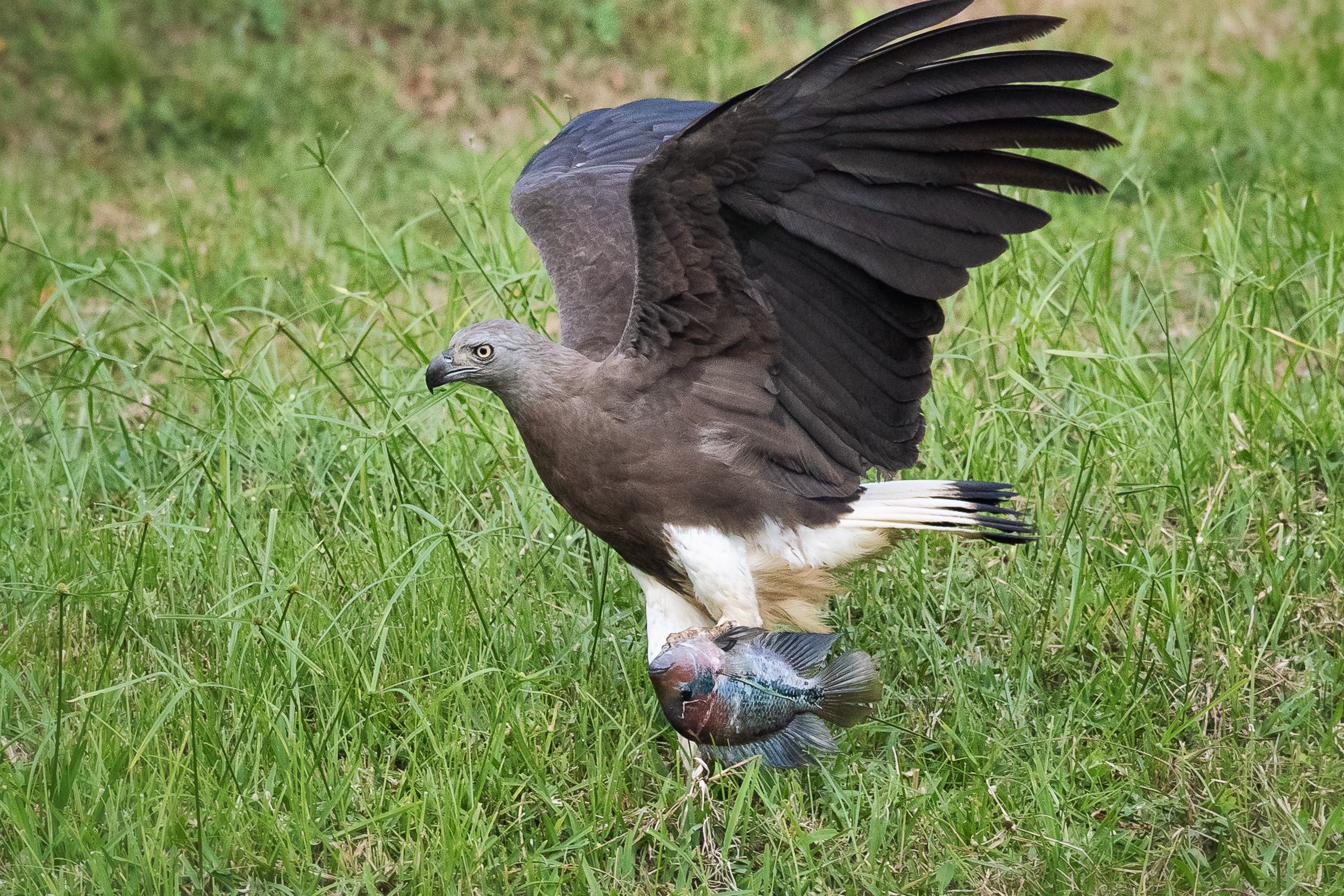
Orel šedohlavý s ulovenou rybou (Singapur)

Živí se takřka výhradně rybami. V těch není moc vybíravý, loví v podstatě jakékoliv, od menších nativních po větší introdukované. Potravu doplňuje suchozemskými ptáky (např. kury z rodu Gallus), občas i plazy. Ryby loví přímo z vodní hladiny poté, co si je vyhlédne z nedalekého bidla nebo během průzkumných letů. V případě, že ryba je příliš velká na to, aby si ji orel odnesl, může ji dotáhnout na břeh, kde ji pozře. Požírá i leklé ryby.

## Ohrožení a ochrana
Mezinárodní svaz ochrany přírody hodnotí orla šedohlavého jako téměř ohrožený druh. Důvodem je klesající populační trend, který je výsledkem pokračujícího úbytku nenarušených mokřadních stanovišť, nadměrného rybolovu, znečištění habitatů a v některých oblastech i přímého lovu člověkem pro maso. Na kambodžském jezeře Tonlésap je orel šedohlavý patrně potravně závislý na vodních hadech, kteří bývají místními obyvateli nadměrně loveni na maso a prodej pro zpracování na krmivo pro akvarijní ryby.